# Vandellós
Vandellós (oficialmente en catalán Vandellòs) es un núcleo de población perteneciente al municipio de Vandellós y Hospitalet del Infante situado en la comarca del Bajo Campo en la Provincia de Tarragona, comunidad autónoma de Cataluña, España. 

## Historia
Vandellós aparece citado ya en 1342 con el nombre de Vallis Laurorumi y en 1460 como Vall de Llorer. Formó parte del término municipal de Tivisa y quedó integrado en la baronía de Castellvell. A partir de 1241, la baronía empezó a ser conocida como baronía de Entenza al casar una nieta del señor de Castellvell con Berenguer de Entenza. En 1324, Guillem de Entenza cedió la baronía al rey Jaime II de Aragón y quedó integrada dentro del condado de Prades.
En 1813, las tropas del mariscal Suchet saquearon la ciudad. En 1835 la población sufrió graves desperfectos a causa de un terremoto.
Dentro del término municipal de Vandellós se encontraron en la década de los años 1920 pinturas rupestres del Estilo Levantino, único en Europa y declarado Patrimonio Mundial por la UNESCO, desde el año 1998, en reconocimiento a su valor inestimable como testimonio de la capacidad intelectual humana, bajo el nombre administrativo convencional de Arte Rupestre del Arco Mediterráneo de la península ibérica. Se conocen los santuarios pintados de: Cova de l´Escoda, en la que se encuentran las pinturas mejor conservadas como la de un bello ejemplar de cierva; la Cova del Racó d´en Perdigó, con un friso en el que aparecen pintados cinco cazadores blandiendo sus arcos, el arma identificativa; Cova de Carles, en la que, a pesar de su estado de conservación, se determinan fragmentos de figuras levantinas y algún motivo abstracto -el llamado Arte esquemático- que demuestran la presencia también de los grupos neolíticos; y, finalmente, la Balma del Roc que conserva una delicada cabeza de cabrita levantina. La cronología para estas manifestaciones creenciales oscila entre 10 000 y 6600 años antes del presente, en la etapa epipaleolítica de los grupos cazadores-recolectores del sector oriental peninsular y 6500-3500 años antes del presente para las pinturas de los grupos productores. Pinturas semejantes están presentes en Lérida (Cogul, Os de Balaguer, Albi..) y en El Perelló, Tivisa, Rasquera, y Ulldecona, en Tarragona. (Fuentes: Associació Catalana d'Art Prehistòric).

## Monumentos y lugares de interés
La iglesia parroquial de Vandellós está dedicada a San Andrés. Es un edificio de tres naves con cúpula, de estilo renacentista, construida en 1773.

## Cultura

### Fiestas
La fiesta mayor de Vandellós se celebra el 26 de septiembre, festividad de San Cosme y San Damián.
Y la fiesta de la Germandat se celebra el 15 de mayo en honor de san Isidro.